# Xã North Newton, Quận Cumberland, Pennsylvania
Xã North Newton (tiếng Anh: North Newton Township) là một xã thuộc quận Cumberland, tiểu bang Pennsylvania, Hoa Kỳ. Năm 2010, dân số của xã này là 2.430 người.